# Disney Television Animation
A Disney Television Animation é um estúdio de animação pertencente a The Walt Disney Company, fundado em 1985 sobre o nome de The Walt Disney Pictures Television Animation Group e reestruturado como Walt Disney Television Animation em 1998. O estúdio produz séries animadas para as redes de televisão da companhia (Disney Channel, Disney XD e Disney Junior).
Durante suas quase três décadas de existência, o estúdio produziu séries de enorme sucesso, inclunido DuckTales, Kim Possible e Phineas e Ferb. Ele está localizado em Glendale, na Califórnia, próximo a sede da DisneyToon Studios

## Disney Channel Original Series
Disney Channel Original Series produzidas pela Disney Television Animation:
| Título                           | Período de produção | Notas |
| -------------------------------- | ------------------- | ----- |
| Kim Possible                     | 2002–2007           |       |
| Lilo & Stitch: The Series        | 2003–2006           |       |
| Dave the Barbarian               | 2004–2005           |       |
| Brandy & Mr. Whiskers            | 2004–2006           |       |
| American Dragon: Jake Long       | 2005–2007           |       |
| The Buzz on Maggie               | 2005–2006           |       |
| The Emperor's New School         | 2006–2008           |       |
| Mickey Mouse Clubhouse           | 2006–2016           |       |
| The Replacements                 | 2006–2009           |       |
| Phineas and Ferb                 | 2007–2015           |       |
| Fish Hooks                       | 2010–2014           |       |
| Take Two with Phineas and Ferb   | 2011–2011           |       |
| Gravity Falls                    | 2012–2016           | [ 1 ] |
| Mickey Mouse                     | 2013–2019           |       |
| Wander Over Yonder               | 2013–2016           | [ 1 ] |
| Gravity Falls Shorts             | 2013–2014           |       |
| Descendants: Wicked World        | 2015–2017           |       |
| The Lion Guard                   | 2015–2019           |       |
| Elena of Avalor                  | 2016–2020           |       |
| Milo Murphy's Law                | 2016–2019           |       |
| Mickey Mouse Mixed-Up Adventures | 2017–presente       |       |
| Tangled: The Series              | 2017–2020           |       |
| DuckTales                        | 2017–2021           |       |
| Big City Greens                  | 2018–presente       |       |
| Amphibia                         | 2019–presente       |       |
| The Owl House                    | 2020–presente       |       |

## Playhouse Disney Original Series
Playhouse Disney Original Series produzidas pela Disney Television Animation:
| Título                          | Período de produção | Notas |
| ------------------------------- | ------------------- | ----- |
| PB&J Otter                      | 1998-2000           |       |
| O Mundo Redondo de Olie         | 1998-2001           |       |
| Mickey Mouse Clubhouse          | 2006-2016           |       |
| My Friends Tigger And Pooh      | 2007-2010           |       |
| Special Agent Oso               | 2009-2012           |       |
| Jake and the Never Land Pirates | 2011-2016           |       |
| Sofia the First                 | 2013-2018           |       |